# Hein Pitters
Hein Pitters (Amsterdam, 5 augustus 1929 – 2004) was een Nederlands voetballer. Hij speelde als aanvaller en ook als middenvelder voor DWS en Alkmaar '54.

## Loopbaan

### Eerste jaren
Hij groeide als voetballer op bij DWS in zijn geboortestad Amsterdam. Als achttienjarige maakte hij zijn debuut in het eerste elftal op 14 september 1947 in de stadsderby tegen Blauw Wit (0-0). Na deze openingswedstrijd verdween hij uit beeld om aan het einde van de competitie terug te keren in de hoofdmacht. Ook in het seizoen 1948/49 moest hij lange tijd wachten op zijn kans. Hij speelde alleen de laatste zes duels mee. In de jaren erna wist hij een vaste plek in het elftal te verwerven. 

### Twee keer kampioen
Hij miste in het succesvolle seizoen 1950/51 geen enkel competitieduel. DWS greep, na de 1-0 zege in de beslissingswedstrijd tegen FC Wageningen, het kampioenschap in de Eerste klasse B. De Amsterdamse club werd na landskampioen PSV tweede in de strijd om de nationale titel.
Pitters verloor in het seizoen 1952/53 zijn basisplaats. DWS maakte toen een minder jaar door en eindigde als zesde. In de daaropvolgende seizoen 1953/54 speelde hij weer volledig mee. DWS werd opnieuw kampioen. Daar was een beslissingsduel tegen Ajax voor nodig. In het Olympisch stadion versloeg DWS de grote rivaal op 27 mei 1954 met 5-2. DWS werd vierde in de nationale titelstrijd.  

### Profvoetbal
Bij de invoering van het beroepsvoetbal in het najaar van 1954 raakte DWS drie spelers kwijt. Jan Klein, Henk Meijer en Jos Vonhof vertrokken naar de nieuwe profclub BVC Amsterdam. Hein Pitters kwam nog een seizoen als profvoetballer uit voor DWS. Medio 1955 ging hij samen met teamgenoot Henk Schouten over naar Alkmaar '54 dat 10 duizend gulden betaalde voor beide DWS’ers.

### Eredivisie
Alkmaar '54 slaagde er in het seizoen 1955/56 niet in zich te plaatsen voor de nieuwe Eredivisie die na de zomer van 1956 van start ging. Pitters moest wachten tot 1960 voordat hij op 31-jarige leeftijd met Alkmaar '54 zijn debuut kon maken in de hoogste voetbalafdeling. Hij speelde op een na alle duels mee in de Eredivisie maar de Alkmaarse club redde het niet en degradeerde na een jaar weer. 
Voor Pitters was het seizoen 1961/62 in de Eerste divisie zijn laatste als profspeler. Hij liet zich medio 1962 op eigen verzoek op de transferlijst plaatsen. Omdat het niet tot een nieuw profcontract kwam, vertrok hij naar de voormalige Amsterdamse club Gold Star. Deze vereniging ging na twee fusies op in FC Portugal Amsterdam.

## Carrièrestatistieken
| Seizoen | Club        | Land      | Competitie                   | Competitie | Competitie | Beker | Beker | Internationaal | Internationaal | Overig | Overig | Totaal | Totaal |
| Seizoen | Club        | Land      | Competitie                   | Wed.       | Dlp.       | Wed.  | Dlp.  | Wed.           | Dlp.           | Wed.   | Dlp.   | Wed.   | Dlp.   |
| ------- | ----------- | --------- | ---------------------------- | ---------- | ---------- | ----- | ----- | -------------- | -------------- | ------ | ------ | ------ | ------ |
| 1947/48 | DWS         | Nederland | Eerste klasse West II        | 5          | 0          | –     | 0     | 0              | 0              | 0      | 0      | 5      | 0      |
| 1948/49 | DWS         | Nederland | Eerste klasse West II        | 6          | 0          | –     | 0     | 0              | 0              | 0      | 0      | 6      | 0      |
| 1949/50 | DWS         | Nederland | Eerste klasse West II        | 13         | 0          | –     | 0     | 0              | 0              | 0      | 0      | 13     | 0      |
| 1950/51 | DWS         | Nederland | Eerste klasse B              | 22         | 3          | –     | 0     | 0              | 0              | 8      | 3      | 30     | 6      |
| 1951/52 | DWS         | Nederland | Eerste klasse A              | 25         | 5          | –     | 0     | 0              | 0              | 0      | 0      | 25     | 5      |
| 1952/53 | DWS         | Nederland | Eerste klasse B              | 3          | 0          | –     | 0     | 0              | 0              | 0      | 0      | 3      | 0      |
| 1953/54 | DWS         | Nederland | Eerste klasse A              | 26         | 3          | –     | 0     | 0              | 0              | 7      | 1      | 33     | 4      |
| 1954/55 | DWS         | Nederland | Eerste klasse A (afgebroken) | 8          | 2          | –     | –     | 0              | 0              | 0      | 0      | 8      | 2      |
| 1954/55 | DWS         | Nederland | Eerste klasse B              | 23         | 7          | –     | –     | 0              | 0              | 0      | 0      | 23     | 7      |
| 1955/56 | Alkmaar '54 | Nederland | Hoofdklasse B                | 27         | 3          | –     | –     | 0              | 0              | 0      | 0      | 27     | 3      |
| 1956/57 | Alkmaar '54 | Nederland | Eerste divisie A             | 28         | 4          | 3     | 1     | 0              | 0              | 0      | 0      | 31     | 5      |
| 1957/58 | Alkmaar '54 | Nederland | Eerste divisie A             | 27         | 2          | 1     | 0     | 0              | 0              | 0      | 0      | 28     | 2      |
| 1958/59 | Alkmaar '54 | Nederland | Eerste divisie A             | 30         | 1          | 1     | 0     | 0              | 0              | 0      | 0      | 31     | 0      |
| 1959/60 | Alkmaar '54 | Nederland | Eerste divisie B             | 31         | 6          | 0     | 0     | 0              | 0              | 0      | 0      | 31     | 6      |
| 1960/61 | Alkmaar '54 | Nederland | Eredivisie                   | 33         | 0          | 5     | 0     | 0              | 0              | 0      | 0      | 38     | 0      |
| 1961/62 | Alkmaar '54 | Nederland | Eerste divisie A             | 32         | 1          | 0     | 0     | 0              | 0              | 0      | 0      | 32     | 1      |
| Totaal  | Totaal      | Totaal    | Totaal                       | 339        | 37         | 10    | 1     | 0              | 0              | 15     | 4      | 364    | 42     |